# Banana Yoshimoto
Banana Yoshimoto
 (よしもと ばなな Yoshimoto Banana?,  24 de julio de 1964, Tokio), pseudónimo de Mahoko Yoshimoto (吉本 真秀子  Yoshimoto Mahoko?), es 
una novelista japonesa contemporánea.

## Biografía
Es hija de Takaaki Yoshimoto (conocido también como Ryumei Yoshimoto, reconocido e influyente filósofo en la década de 1960). Además de su famoso padre, la hermana de Banana Yoshimoto, Haruno Yoiko, es una conocida mangaka en el Japón.
Su amor por la naturaleza influye en su nombre artístico: ama las flores rojas y carnosas del banano, del que extrajo el pseudónimo con que se le conoce en el mundo: Banana.
Su novela debut, Kitchen (1988), consiguió un éxito inmediato tras su publicación, lo que le ha valido más de sesenta ediciones sólo en  Japón. 
Existen dos películas basadas en la obra. Una de ellas, un filme para la televisión japonesa y la versión cinematográfica producida en Hong Kong en 1997, que tuvo una mayor comercialización. Esta novela la escribió cuando aún estaba estudiando en la Universidad de Nihon, y con ella ganó el premio Newcomer Writers Prize en 1987, y el Izumi Kyoka en 1989.
Su obra la forman además las novelas N.P. (1992), Sueño Profundo (1994), Tsugumi (1994), Lagartija (1995), Amrita (1997), Sly (1998), La última amante de Hachiko (1999), Honeymoon (2000), H.H. (2001), La pequeña sombra (2002), Presagio triste (2003), El lago  (2011), Recuerdos de un Callejón Sin Salida (2011).
Además de novelas, Banana Yoshimoto ha escrito varias recolecciones de ensayos, entre las cuales se encuentran Songs From Banana Note (1991) y Yume ni tsuite (1994).
Algunos críticos piensan que muchas de sus obras son comerciales y superficiales. Por el contrario, sus muy numerosos seguidores opinan que captura perfectamente el significado de la frustrante vida de los jóvenes japoneses de hoy. Sus novelas pueden ser por momentos superficiales y hasta divertidas, pero siempre están impregnadas de muchos valores de la ideología japonesa.